# Olympische Sommerspiele 2024/Teilnehmer (Nigeria)
| Gelbes Symbol für Goldmedaillen mit stilisierten Olympischen Ringen | Graues Symbol für Silbermedaillen mit stilisierten Olympischen Ringen | Braundes Symbol für Bronzemedaillen mit stilisierten Olympischen Ringen |
| ------------------------------------------------------------------- | --------------------------------------------------------------------- | ----------------------------------------------------------------------- |
| —                                                                   | —                                                                     | —                                                                       |

Nigeria nahm an den Olympischen Spielen 2024 vom 26. Juli bis zum 11. August 2024 in Paris mit 80 Athleten (17 Männer, 63 Frauen) teil. Es war die insgesamt 18. Teilnahme an Olympischen Sommerspielen.
Für die Eröffnungsfeier wurde die Leichtathletin Tobi Amusan zur Fahnenträgerin der Mannschaft Nigerias ernannt.

## Teilnehmer nach Sportarten

### Badminton
Über die Race-to-Paris-Rangliste qualifizierte sich Anuoluwapo Juwon Opeyori für den Einzelwettbewerb der Männer.
| Athleten                 | Wettbewerb | Gruppenphase | Gruppenphase       | Gruppenphase | Gruppenphase | Achtelfinale  | Achtelfinale  | Viertelfinale | Viertelfinale | Halbfinale    | Halbfinale    | Finale / Platz 3 | Finale / Platz 3 | Rang |
| Athleten                 | Wettbewerb | Gegner       | Ergebnis           | Punkte       | Rang         | Gegner        | Ergebnis      | Gegner        | Ergebnis      | Gegner        | Ergebnis      | Gegner           | Ergebnis         | Rang |
| ------------------------ | ---------- | ------------ | ------------------ | ------------ | ------------ | ------------- | ------------- | ------------- | ------------- | ------------- | ------------- | ---------------- | ---------------- | ---- |
| Männer                   |            |              |                    |              |              |               |               |               |               |               |               |                  |                  |      |
| Anuoluwapo Juwon Opeyori | Einzel     | T. Künzi     | 0:2 (20:22, 14:21) | 0            | 3            | ausgeschieden | ausgeschieden | ausgeschieden | ausgeschieden | ausgeschieden | ausgeschieden | ausgeschieden    | ausgeschieden    | 27   |
| Anuoluwapo Juwon Opeyori | Einzel     | Li S.        | 0:2 (17:21, 17:21) | 0            | 3            | ausgeschieden | ausgeschieden | ausgeschieden | ausgeschieden | ausgeschieden | ausgeschieden | ausgeschieden    | ausgeschieden    | 27   |

### Basketball
Durch den dritten Platz beim Qualifikationsturnier in Antwerpen qualifizierten sich Nigerias Basketballerinnen nach 2004 und 2020 zum dritten Mal für die Olympischen Spiele.

#### Basketball
| Wettbewerb    | Frauen |
| ------------- | --- |
| Athleten      | Amy Okonkwo Elizabeth Balogun Promise Amukamara Murjanatu Musa Ifunanya Okoro Pallas Kunaiyi-Akpanah Blessing Ejiofor Ezinne Kalu Olaoluwatomi Oluwayemisi Taiwo Lauren Ebo Adebola Adeyeye Nicole Enabosi |
| Trainer       | Rena Wakama |
| Gruppenphase  | Australien (75–62) Frankreich (54–75) Kanada (79–70) |
| Viertelfinale | Vereinigte Staaten (74–88) |
| Halbfinale    | ausgeschieden |
| Finale        | ausgeschieden |
| Rang          | 8. Platz |

### Boxen
Beim afrikanischen Qualifikationsevent in Dakar konnten sich drei nigerianische Boxer für die Spiele qualifizieren. Letztlich nahm nur ein Boxer teil.
| Athleten             | Wettbewerb       | 1. Runde | 1. Runde | Achtelfinale  | Achtelfinale | Viertelfinale | Viertelfinale | Halbfinale    | Halbfinale    | Finale        | Finale        | Rang |
| Athleten             | Wettbewerb       | Gegner   | Ergebnis | Gegner        | Ergebnis     | Gegner        | Ergebnis      | Gegner        | Ergebnis      | Gegner        | Ergebnis      | Rang |
| -------------------- | ---------------- | -------- | -------- | ------------- | ------------ | ------------- | ------------- | ------------- | ------------- | ------------- | ------------- | ---- |
| Frauen               |                  |          |          |               |              |               |               |               |               |               |               |      |
| Cynthia Ogunsemilore | Klasse bis 60 kg | Freilos  | Freilos  | Wu S.-y.      | DSQ          | ausgeschieden | ausgeschieden | ausgeschieden | ausgeschieden | ausgeschieden | ausgeschieden | ―    |
| Männer               |                  |          |          |               |              |               |               |               |               |               |               |      |
| Adam Olaore          | Klasse bis 92 kg | —        | —        | Aibek Oralbai | 0:5          | ausgeschieden | ausgeschieden | ausgeschieden | ausgeschieden | ausgeschieden | ausgeschieden | 9    |

### Fußball
In der letzten Runde des afrikanischen Qualifikationsturniers setzten sich Nigerias Frauen gegen die Südafrikanerinnen durch und qualifizierten sich damit für das olympische Turnier.
| Wettbewerb      | Frauen (Spiele/Tore) |
| --------------- | --- |
| Athleten        | Deborah Abiodun (3/0) Rasheedat Ajibade (3/0) Michelle Alozie (3/0) Oluwatosin Demehin (3/0) Jennifer Echegini (2/0) Chinwendu Ihezuo (3/0) Uchenna Kanu (2/0) Chinonyerem Macleans (0/0) Chiamaka Nnadozie (3/0) Osinachi Ohale (3/0) Chidinma Okeke (3/0) Esther Okoronkwo (2/0) Tochukwu Oluehi (0/0) Ifeoma Onumonu (2/0) Asisat Oshoala (2/0) Nicole Payne (3/0) Toni Payne (3/0) Christy Ucheibe (3/0) |
| Trainer         | Randy Waldrum |
| P-Akkreditierte | Morufa Ademola Jumoke Alani Gift Monday Regina Otu |
| Gruppenphase    | Brasilien (0:1) Spanien (0:1) Japan (1:3) |
| Viertelfinale   | ausgeschieden |
| Halbfinale      | ausgeschieden |
| Finale          | ausgeschieden |
| Rang            | 11 |

### Gewichtheben
Über die olympische Qualifikationsrangliste der IWF hatten sich zwei nigerianische Gewichtheberinnen qualifiziert.
| Athleten        | Wettbewerb       | Reißen  | Reißen | Stoßen  | Stoßen | Zweikampf | Zweikampf | Rang |
| Athleten        | Wettbewerb       | Gewicht | Rang   | Gewicht | Rang   | Gewicht   | Rang      | Rang |
| --------------- | ---------------- | ------- | ------ | ------- | ------ | --------- | --------- | ---- |
| Frauen          |                  |         |        |         |        |           |           |      |
| Rafiatu Lawal   | Klasse bis 59 kg | 100 kg  | 7      | 130 kg  | 4      | 230 kg    | 5         | 5    |
| Joy Ogbonne Eze | Klasse bis 71 kg | 101 kg  | 9      | 131 kg  | 7      | 232 kg    | 7         | 7    |

### Kanu
Beim afrikanischen Qualifikationsevent in Abuja erhielt Nigeria einen Quotenplatz im C2 der Frauen. Zudem durfte man auch im C1 der Frauen bei den Spielen an den Start gehen.

#### Kanurennsport
| Athleten                    | Wettbewerb | Vorlauf     | Vorlauf | Viertelfinale | Viertelfinale | Halbfinale    | Halbfinale    | A/B-Finale    | A/B-Finale    | Rang |
| Athleten                    | Wettbewerb | Zeit        | Rang    | Zeit          | Rang          | Zeit          | Rang          | Zeit          | Rang          | Rang |
| --------------------------- | ---------- | ----------- | ------- | ------------- | ------------- | ------------- | ------------- | ------------- | ------------- | ---- |
| Frauen                      |            |             |         |               |               |               |               |               |               |      |
| Ayomide Bello               | C1 200 m   | 49,85 s     | 6       | 49,24 s       | 6             | ausgeschieden | ausgeschieden | ausgeschieden | ausgeschieden | 25   |
| Beauty Otuedo               | C1 200 m   | 55,77 s     | 5       | 61,82 s       | 8             | ausgeschieden | ausgeschieden | ausgeschieden | ausgeschieden | 32   |
| Ayomide Bello Beauty Otuedo | C2 500 m   | 2:10,11 min | 6       | 2:07,86 min   | 6             | ―             | ―             | 2:15,20 min   | 5             | 13   |

### Leichtathletik
Nigerianische Leichtathleten hatten die Olympianormen des Weltverbandes in diversen Disziplinen erreicht. Zudem konnten sich bei den World Athletics Relays 2024 vier Staffeln des Landes qualifizieren.
Laufen und Gehen
| Athleten                                                                  | Wettbewerb   | Vorlauf        | Vorlauf | Hoffnungslauf | Hoffnungslauf | Halbfinale    | Halbfinale    | Finale        | Finale        | Rang          |
| Athleten                                                                  | Wettbewerb   | Zeit           | Rang    | Zeit          | Rang          | Zeit          | Rang          | Zeit          | Rang          | Rang          |
| ------------------------------------------------------------------------- | ------------ | -------------- | ------- | ------------- | ------------- | ------------- | ------------- | ------------- | ------------- | ------------- |
| Frauen                                                                    |              |                |         |               |               |               |               |               |               |               |
| Rosemary Chukwuma                                                         | 100 m        | 11,26 s        | 3       | —             | —             | 11,39 s       | 8             | ausgeschieden | ausgeschieden | 26            |
| Tima Godbless                                                             | 100 m        | 11,33 s        | 6       | ausgeschieden | ausgeschieden | ausgeschieden | ausgeschieden | ausgeschieden | ausgeschieden | 36            |
| Favour Ofili                                                              | 200 m        | 22,24 s SB     | 1       | ―             | ―             | 22,05 s SB    | 2             | 22,24 s       | 6             | 6             |
| Esther Elo Joseph                                                         | 400 m        | DSQ            | DSQ     | ausgeschieden | ausgeschieden | ausgeschieden | ausgeschieden | ausgeschieden | ausgeschieden | ausgeschieden |
| Ella Onojuvwevwo                                                          | 400 m        | 51,65 s        | 6       | 50,59 s       | 1             | 51,05 s       | 6             | ausgeschieden | ausgeschieden | 17            |
| Tobi Amusan                                                               | 100 m Hürden | 12,49 s        | 1       | ―             | ―             | 12,55 s       | 3             | ausgeschieden | ausgeschieden | 9             |
| Justina Tiana Eyakpobeyan Favour Ofili Rosemary Chukwuma Tima Godbless    | 4 × 100 m    | 42,70 s SB     | 6       | —             | —             | —             | —             | ausgeschieden | ausgeschieden | 9             |
| Männer                                                                    |              |                |         |               |               |               |               |               |               |               |
| Kayinsola Ajayi                                                           | 100 m        | 10,02 s        | 1       | —             | —             | 10,13 s       | 6             | ausgeschieden | ausgeschieden | 20            |
| Favour Ashe                                                               | 100 m        | 10,16 s        | 4       | —             | —             | 10,08 s       | 6             | ausgeschieden | ausgeschieden | 19            |
| Godson Oghenebrume                                                        | 100 m        | WD             | WD      | WD            | WD            | WD            | WD            | WD            |               |               |
| Udodi Onwuzurike                                                          | 200 m        | 20,55 s        | 5       | 20,51 s       | 1             | 20,72 s       | 7             | ausgeschieden | ausgeschieden | 20            |
| Samuel Ogazi                                                              | 400 m        | 44,50 s PB     | 2       | ―             | ―             | 44,41 s PB    | 3             | 44,73 s       | 7             | 7             |
| Chidi Okezie                                                              | 400 m        | 45,52 s        | 4       | 45,92 s       | 5             | ausgeschieden | ausgeschieden | ausgeschieden | ausgeschieden | 33            |
| Edose Ibadin                                                              | 800 m        | 1:46,56 min    | 6       | 1:49,09 min   | 7             | ausgeschieden | ausgeschieden | ausgeschieden | ausgeschieden | 43            |
| Ezekiel Nathaniel                                                         | 400 m Hürden | 48,38 s        | 2       | ―             | ―             | 48,65 s       | 5             | ausgeschieden | ausgeschieden | 11            |
| Favour Ashe Kayinsola Ajayi Alaba Olukunle Akintola Usheoritse Itsekiri   | 4 × 100 m    | 38,20 s SB     | 7       | —             | —             | —             | —             | ausgeschieden | ausgeschieden | 10            |
| Ifeanyi Emmanuel Ojeli Ezekiel Nathaniel Dubem Amene Chidi Okezie         | 4 × 400 m    | DSQ            | DSQ     | —             | —             | —             | —             | ausgeschieden | ausgeschieden | ―             |
| Mixed                                                                     |              |                |         |               |               |               |               |               |               |               |
| Samuel Ogazi Ella Onojuvwevwo Ifeanyi Emmanuel Ojeli Patience Okon George | 4 × 400 m    | 3:11,99 min NR | 4       | —             | —             | —             | —             | ausgeschieden | ausgeschieden | 9             |

Springen und Werfen
| Athleten              | Wettbewerb  | Qualifikation | Qualifikation | Finale        | Finale        | Rang |
| Athleten              | Wettbewerb  | Weite/Höhe    | Rang          | Weite/Höhe    | Rang          | Rang |
| --------------------- | ----------- | ------------- | ------------- | ------------- | ------------- | ---- |
| Frauen                |             |               |               |               |               |      |
| Temitope Adeshina     | Hochsprung  | 1,88 m        | 19            | ausgeschieden | ausgeschieden | 19   |
| Ese Brume             | Weitsprung  | 6,76 m        | 4             | 6,70 m        | 5             | 5    |
| Prestina Ochonogor    | Weitsprung  | 6,65 m        | 7             | 6,24 m        | 12            | 12   |
| Ruth Usoro            | Weitsprung  | 6,68 m        | 5             | 6,58 m        | 10            | 10   |
| Obiageri Amaechi      | Diskuswurf  | 45,45 m       | 32            | ausgeschieden | ausgeschieden | 32   |
| Ashley Anumba         | Diskuswurf  | 58,83 m       | 29            | ausgeschieden | ausgeschieden | 29   |
| Chioma Onyekwere      | Diskuswurf  | 60,78 m       | 21            | ausgeschieden | ausgeschieden | 21   |
| Männer                |             |               |               |               |               |      |
| Chukwuebuka Enekwechi | Kugelstoßen | 21,13 m       | 9             | 21,42 m       | 6             | 6    |
| Chinecherem Nnamdi    | Speerwurf   | 77,53 m       | 24            | ausgeschieden | ausgeschieden | 24   |

### Radsport
Durch den Titelgewinn von Ese Ukpeseraye im Straßenrennen der Frauen bei den Afrika-Meisterschaften 2023 erhielt Nigeria einen Startplatz für das Straßenrennen der Frauen. Da Ägypten einen Platz im Sprint und Keirin der Frauen kurzfristig zurückgab, fiel dieser an Nigeria und soll ebenfalls durch Ese Ukpeseraye vertreten werden.

#### Bahn
| Athleten       | Wettbewerb | Rang | Details                 |
| -------------- | ---------- | ---- | ----------------------- |
| Frauen         |            |      |                         |
| Ese Ukpeseraye | Sprint     | 28   | Qualifikation: 11,652 s |
| Ese Ukpeseraye | Keirin     | 23   |                         |

#### Straße
| Athleten       | Wettbewerb    | Zeit | Rang |
| -------------- | ------------- | ---- | ---- |
| Frauen         |               |      |      |
| Ese Ukpeseraye | Straßenrennen | DNF  | DNF  |

### Ringen
Bei den Weltmeisterschaften 2023 konnte ein Quotenplatz im Wettbewerb bis 57 kg bei den Frauen gewonnen werden. Beim afrikanischen Qualifikationsturnier in Kairo qualifizierte sich nigerianische Ringer in fünf weiteren Gewichtsklassen.

#### Freier Stil
Legende: G = Gewonnen, V = Verloren, S = Schultersieg
| Athleten              | Wettbewerb        | Achtelfinale     | Achtelfinale | Viertelfinale | Viertelfinale | Halbfinale         | Halbfinale    | Hoffnungsrunde Halbfinale | Hoffnungsrunde Halbfinale | Hoffnungsrunde Finale | Hoffnungsrunde Finale | Finale        | Finale        | Rang |
| Athleten              | Wettbewerb        | Gegner           | Ergebnis     | Gegner        | Ergebnis      | Gegner             | Ergebnis      | Gegner                    | Ergebnis                  | Gegner                | Ergebnis              | Gegner        | Ergebnis      | Rang |
| --------------------- | ----------------- | ---------------- | ------------ | ------------- | ------------- | ------------------ | ------------- | ------------------------- | ------------------------- | --------------------- | --------------------- | ------------- | ------------- | ---- |
| Frauen                |                   |                  |              |               |               |                    |               |                           |                           |                       |                       |               |               |      |
| Christianah Ogunsanya | Klasse bis 53 kg  | B. Chulan        | 1:3          | ausgeschieden | ausgeschieden | ausgeschieden      | ausgeschieden | ausgeschieden             | ausgeschieden             | ausgeschieden         | ausgeschieden         | ausgeschieden | ausgeschieden | 13   |
| Odunayo Adekuoroye    | Klasse bis 57 kg  | C. Aouissi       | 0:0          | Hong K.       | 8:10          | ausgeschieden      | ausgeschieden | ausgeschieden             | ausgeschieden             | ausgeschieden         | ausgeschieden         | ausgeschieden | ausgeschieden | 8    |
| Esther Kolawole       | Klasse bis 62 kg  | A. Tynybekowa    | 1:5          | ausgeschieden | ausgeschieden | ausgeschieden      | ausgeschieden | ausgeschieden             | ausgeschieden             | ausgeschieden         | ausgeschieden         | ausgeschieden | ausgeschieden | 14   |
| Blessing Oborududu    | Klasse bis 68 kg  | L. Morais        | 8:2          | K. Larroque   | 6:2           | M. Dschumanasarowa | 1:3           | ―                         | ―                         | N. Ozaki              | 0:3                   | ausgeschieden | ausgeschieden | 5    |
| Hannah Rueben         | Klasse bis 76 kg  | E.-A. Dawaanasan | 2:5          | ausgeschieden | ausgeschieden | ausgeschieden      | ausgeschieden | ausgeschieden             | ausgeschieden             | ausgeschieden         | ausgeschieden         | ausgeschieden | ausgeschieden | 11   |
| Männer                |                   |                  |              |               |               |                    |               |                           |                           |                       |                       |               |               |      |
| Ashton Mutuwa         | Klasse bis 125 kg | D. Ligeti        | 0:11         | ausgeschieden | ausgeschieden | ausgeschieden      | ausgeschieden | ausgeschieden             | ausgeschieden             | ausgeschieden         | ausgeschieden         | ausgeschieden | ausgeschieden | 15   |

### Schwimmen
| Athleten              | Wettbewerb    | Vorlauf | Vorlauf | Halbfinale    | Halbfinale    | Finale        | Finale        | Rang |
| Athleten              | Wettbewerb    | Zeit    | Rang    | Zeit          | Rang          | Zeit          | Rang          | Rang |
| --------------------- | ------------- | ------- | ------- | ------------- | ------------- | ------------- | ------------- | ---- |
| Frauen                |               |         |         |               |               |               |               |      |
| Adaku Nwandu          | 50 m Freistil | 26,62 s | 34      | ausgeschieden | ausgeschieden | ausgeschieden | ausgeschieden | 34   |
| Männer                |               |         |         |               |               |               |               |      |
| Oluwatobiloba Sijuade | 50 m Freistil | 23,34 s | 43      | ausgeschieden | ausgeschieden | ausgeschieden | ausgeschieden | 43   |

### Taekwondo
Beim afrikanischen Qualifikationsturnier in Dakar konnte sich Elizabeth Anyanacho im Mittelgewicht der Frauen für die Olympischen Spiele qualifizieren.
| Athleten            | Wettbewerb       | Achtelfinale | Achtelfinale | Viertelfinale | Viertelfinale | Hoffnungsrunde Halbfinale | Hoffnungsrunde Halbfinale | Halbfinale    | Halbfinale    | Hoffnungsrunde Finale | Hoffnungsrunde Finale | Finale        | Finale        | Rang |
| Athleten            | Wettbewerb       | Gegner       | Ergebnis     | Gegner        | Ergebnis      | Gegner                    | Ergebnis                  | Gegner        | Ergebnis      | Gegner                | Ergebnis              | Gegner        | Ergebnis      | Rang |
| ------------------- | ---------------- | ------------ | ------------ | ------------- | ------------- | ------------------------- | ------------------------- | ------------- | ------------- | --------------------- | --------------------- | ------------- | ------------- | ---- |
| Frauen              |                  |              |              |               |               |                           |                           |               |               |                       |                       |               |               |      |
| Elizabeth Anyanacho | Klasse bis 67 kg | Song J.      | 0:2          | ausgeschieden | ausgeschieden | ausgeschieden             | ausgeschieden             | ausgeschieden | ausgeschieden | ausgeschieden         | ausgeschieden         | ausgeschieden | ausgeschieden | 11   |

### Tischtennis
Beim afrikanischen Qualifikationsturnier in Kigali konnten sich drei nigerianische Tischtennisspieler in den Einzelwettbewerben für Paris qualifizieren. Zudem erhielt Quadri Aruna als bester, noch nicht qualifizierter, afrikanischer Spieler der Weltrangliste einen Startplatz.
| Athleten        | Wettbewerb | 1. Runde | 1. Runde | 2. Runde     | 2. Runde | 3. Runde      | 3. Runde      | Achtelfinale  | Achtelfinale  | Viertelfinale | Viertelfinale | Halbfinale    | Halbfinale    | Finale / Platz 3 | Finale / Platz 3 | Rang |
| Athleten        | Wettbewerb | Gegner   | Erg.     | Gegner       | Erg.     | Gegner        | Erg.          | Gegner        | Erg.          | Gegner        | Erg.          | Gegner        | Erg.          | Gegner           | Erg.             | Rang |
| --------------- | ---------- | -------- | -------- | ------------ | -------- | ------------- | ------------- | ------------- | ------------- | ------------- | ------------- | ------------- | ------------- | ---------------- | ---------------- | ---- |
| Frauen          |            |          |          |              |          |               |               |               |               |               |               |               |               |                  |                  |      |
| Offiong Edem    | Einzel     | Freilos  | Freilos  | B. Takahashi | 0:4      | ausgeschieden | ausgeschieden | ausgeschieden | ausgeschieden | ausgeschieden | ausgeschieden | ausgeschieden | ausgeschieden | ausgeschieden    | ausgeschieden    | 33   |
| Fatimo Bello    | Einzel     | Freilos  | Freilos  | Jia N. Y.    | 0:4      | ausgeschieden | ausgeschieden | ausgeschieden | ausgeschieden | ausgeschieden | ausgeschieden | ausgeschieden | ausgeschieden | ausgeschieden    | ausgeschieden    | 33   |
| Männer          |            |          |          |              |          |               |               |               |               |               |               |               |               |                  |                  |      |
| Olajide Omotayo | Einzel     | Freilos  | Freilos  | N. Alamian   | 1:4      | ausgeschieden | ausgeschieden | ausgeschieden | ausgeschieden | ausgeschieden | ausgeschieden | ausgeschieden | ausgeschieden | ausgeschieden    | ausgeschieden    | 33   |
| Quadri Aruna    | Einzel     | Freilos  | Freilos  | E. Ionescu   | 3:4      | ausgeschieden | ausgeschieden | ausgeschieden | ausgeschieden | ausgeschieden | ausgeschieden | ausgeschieden | ausgeschieden | ausgeschieden    | ausgeschieden    | 33   |